# Понизовье (Вологодская область)
Понизовье — деревня в Устюженском районе Вологодской области.
Входит в состав Лентьевского сельского поселения, с точки зрения административно-территориального деления — в Лентьевский сельсовет.
Расположена на левом берегу реки Шалочь. Расстояние по автодороге до районного центра Устюжны — 33 км, до центра муниципального образования деревни Лентьево — 11 км. Ближайшие населённые пункты — Пожарки, Сысоево, Шалочь.
Население по данным переписи 2002 года — 49 человек (24 мужчины, 25 женщин). Всё население — русские.
Деревянная Георгиевская церковь в деревне Понизовье — памятник архитектуры.